# 矮脚锦鸡儿
矮脚锦鸡儿（学名：Caragana brachypoda）为豆科锦鸡儿属下的一个种。

## 扩展阅读
- 維基物種上的相關：矮脚锦鸡儿